# Thomas James Waters

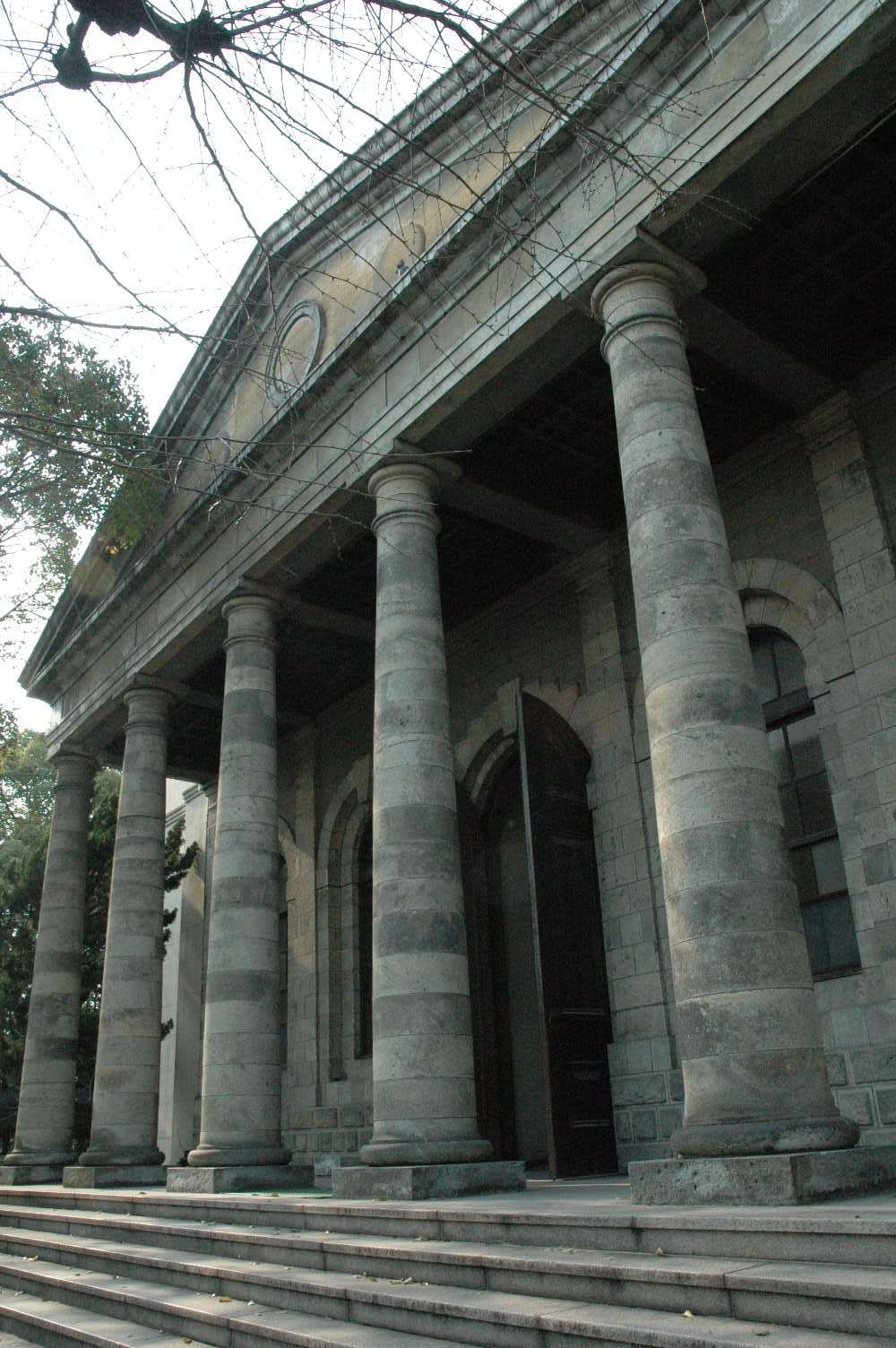
Frühere Münze Japans, Osaka

Thomas James Waters (geboren 17. Juli 1842; gestorben 5. Februar 1898) war ein irischer Architekt, der in der Bakumatsu- und beginnenden Meiji-Zeit in Japan wirkte.

## Leben und Werk
Thomas James Waters war einer der ersten europäischen Architekten, der nach Japan kam, und zwar 1864/1865, zusammen mit seiner Frau und seinem jüngeren Bruder John Albert Robinson Waters (1846–1902). Er baute im europäischen Stil und setzte sich für eine Herstellung von Ziegelsteinen in großem Maßstab ein, da er mit ihrer Nutzung den bisherigen Holzbau ablösen wollte. Einer seiner Bauten, die erhalten sind, ist das Japanische Münzamt in Osaka. Er war es, der den städtischen Plan für die Neugestaltung der Ginza in Tokio nach dem verheerenden Brand von 1872 durchführte. Die Ginza wurde so zur „Rengakai“ (煉瓦街), zur „Ziegelsteinstraße“. Weniger sichtbar, aber auch bedeutend, waren die von ihm eingeführten unterirdischen Wasser- und Abwasserleitungen.
1968 wurde Waters Lehrer an der Ausbildungsstätte für Hoch- und Tiefbau des Industrieministeriums (工部省土木寮, Kōbushō Doboku-ryō). Nach der weiteren Öffnung Japans nach 1868 geriet Waters zunehmend unter den Druck der neu hinzukommenden europäischen Architekten und verließ Japan um 1878.
Waters starb 1898 in Denver (Colorado), wo er zusammen mit seinen Brüdern John Albert Robinson Waters und Joseph Henry Ernest Waters (1851–1893) im Goldminen-Geschäft tätig war.